# Lucien Förstner
Lucien Förstner (* 27. Juli 1987 in Stuttgart) ist ein deutscher Regisseur und Drehbuchautor.

## Leben
2009 gründete Lucien Förstner mit seinen damaligen Kommilitonen der Lazi Akademie Esslingen the European School of Film and Design Sylvia Günthner und Steven Weber die Firma Mirror Maze – Filmproduktion mit Sitz in Stuttgart.
Mit der Firmengründung war auch gleichzeitig der Startschuss für die Spielfilmproduktion Bela Kiss: Prologue gefallen, bei dem er die Regie übernahm und das Drehbuch schrieb.
Lucien Förstner führte an diversen Kurz- und Werbefilmproduktionen Regie und wurde dafür mehrfach ausgezeichnet. Seitdem arbeitete er für Kunden wie die Daimler AG und die Landesbausparkasse.
Sein Werbespot „Anti-Aids-Trailer“ wurde beim Spotlight-Festival 2009 unter die Top 5 der besten Nachwuchsproduktionen gewählt, anschließend lief er in Cannes Court Métrage – Festival de Cannes. Sein erster Spielfilm Bela Kiss: Prologue startete am 10. Januar 2013 bundesweit in den deutschen Kinos und wurde international verwertet.

## Filmografie (Auswahl)
- 2008: Anti Aids Trailer
- 2008: Blu Bowl Lanes and Lounges
- 2013: Bela Kiss: Prologue Spielfilm
- 2013: Noir (Kurzfilm – Auswahl der Shocking Shorts 2013)

### Rezensionen
- Bericht in der Stuttgarter Zeitung.
- Videokritik auf YouTube von DVDKritik
- Bela Kiss: Prologue bei cinema
- Interview mit Watch The Shit. Abgerufen am 11. September 2013.

| Personendaten    | Personendaten                         |
| ---------------- | ------------------------------------- |
| NAME             | Förstner, Lucien                      |
| KURZBESCHREIBUNG | deutscher Regisseur und Drehbuchautor |
| GEBURTSDATUM     | 27. Juli 1987                         |
| GEBURTSORT       | Stuttgart                             |